# 中華民國—斯洛伐克關係
中華民國與捷克斯洛伐克於1930—1949年有官方外交關係，1993年斯洛伐克獨立後，與現今的斯洛伐克共和國互設具大使館功能的代表機構。

## 政治

### 外交

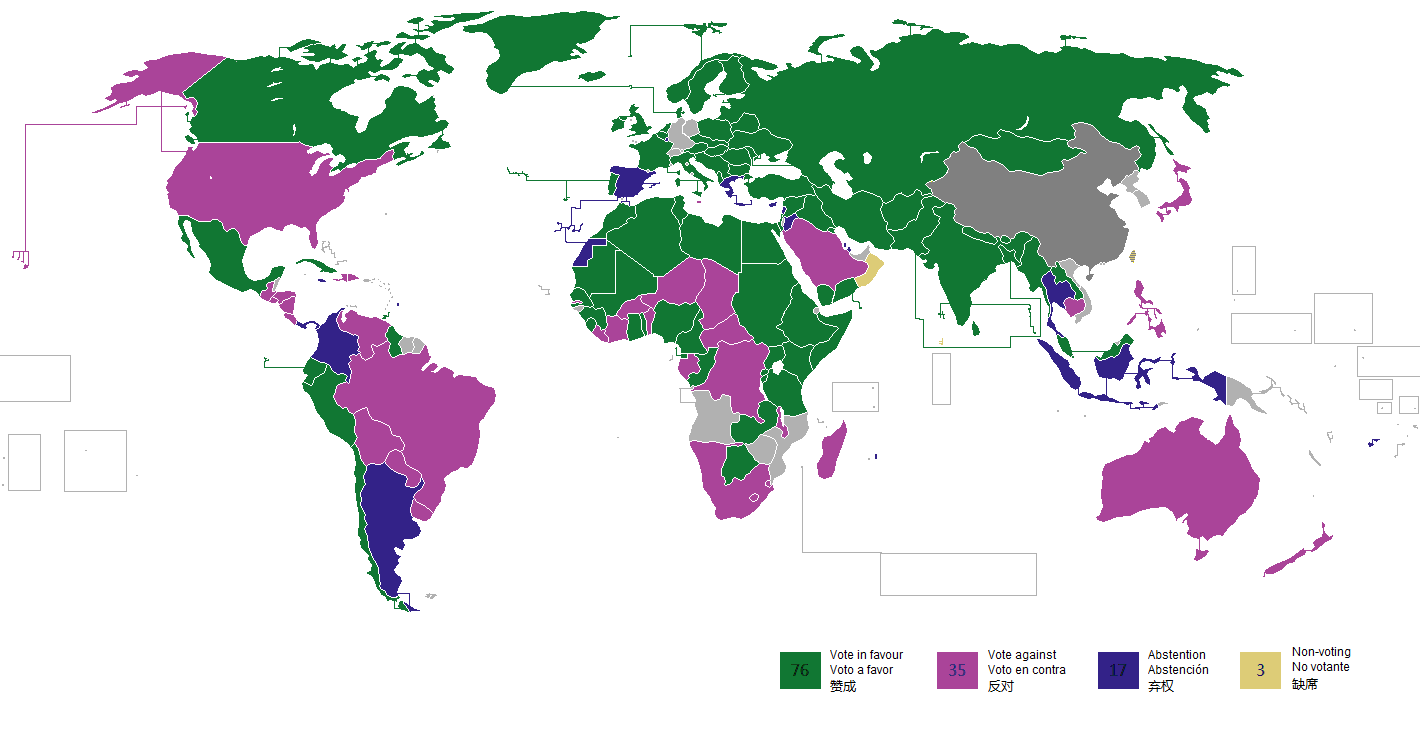
綠色國家表示在1971年的投票中反對中華民國續留聯合國，即《聯合國大會2758號決議》，斯洛伐克當時屬於捷克斯洛伐克社會主義共和國，以其作為主權國家參與投票。

1930年2月12日，中華民國與捷克斯洛伐克共和國建立公使級外交關係。
1931年，於首都布拉格設立中華民國駐捷克斯洛伐克共和國公使館、於首都南京設立捷克斯洛伐克共和國駐中華民國公使館，並互派公使，中華民國初期由駐波蘭公使兼任。
1939年，納粹德國佔領捷克斯洛伐克後，中華民國公使停派，改調駐羅馬尼亞，而捷克斯洛伐克公使館也被納粹德國強行接收，兩國中斷外交關係。由納粹德國扶植的斯洛伐克國尋求满洲国承認其獨立地位，6月1日，滿洲國承認斯洛伐克國獨立並建交，派駐公使（由駐德國公使兼任）。
1941年8月26日，中華民國承認位於英國首都倫敦的捷克斯洛伐克流亡政府，並在英國設立公使館，由駐荷蘭公使兼任。
1942年，捷克斯洛伐克公使館在重慶重新開館。
1944年7月25日，兩國公使館升格為大使館，並互派大使，中華民國初期由駐荷蘭大使兼任。1945年5月，納粹德國投降，7月30日，中華民國大使館正式復館。
1949年10月1日，中華人民共和國成立於北京；10月5日，捷克斯洛伐克予以承認並建交，中華民國便宣布斷交閉館。
1950－1990年代東西方陣營的「冷戰」期間，中華民國在意識形態和制度上均偏向以美國為首的資本主義陣營，復加上以蘇聯為首的共產集團國家的封閉，導致從中華民國政府遷台後幾乎沒有官方往來。
1960年7月11日，捷克斯洛伐克共和國更改國名為捷克斯洛伐克社会主义共和国。
1971年10月25日，身為共產陣營成員及蘇聯衛星國之一的捷克斯洛伐克社會主義共和國支持中華人民共和國取得聯合國的「中國席位」（即中國代表權問題、《聯合國大會2758號決議》）。
1993年1月1日，斯洛伐克宣布獨立，捷克斯洛伐克聯邦共和國瓦解。在斯洛伐克轉型為民主國家並重新對外開放後，雙方始恢復往來。
2020年5月20日，中華民國總統蔡英文連任就職，斯洛伐克國會副議長葛蘭德表達祝賀。7月30日，前總統李登輝逝世，葛蘭德表示哀悼。
2021年4月2日，臺灣太魯閣號列車發生事故，造成重大傷亡，斯洛伐克外交暨歐洲事務部長科爾喬克、國會副議長葛蘭德均表示哀悼。

#### 斯洛伐克國會友臺決議
2019年5月，斯洛伐克國會友台小組主席，以及外交、經濟、人權等委員會主席共20名議員，連署致函世界衛生組織（WHO）呼籲邀請台灣出席世界衛生大會（WHA）。
2021年5月，斯洛伐克國會外交委員會決議支持台灣參與WHA，為其國會首次就台灣參與WHA案進行討論與表決；國會副議長勞倫契克、葛蘭德以及歐洲近30國、共計1,084名國會議員，聯名致函WHO幹事長谭德塞，支持台灣出席WHA與WHO的會議、機制與活動。
2022年4月，斯洛伐克國會外交、衛生委員會，以及5月的歐洲事務委員會先後通過決議，肯定台灣的防疫成就，並支持台灣參與WHA。國會副議長以及歐洲34國、共計1,504位國會議員，聯名致函WHO幹事長譚德塞，支持台灣出席WHA與WHO的會議、機制與活動。

#### 人員互訪（2004年至今）
僅列舉部分名單：
中華民國：立法院副院長洪秀柱、財政部長李述德、經濟部長何美玥、外交部長吳釗燮、科技部長吳政忠、財政部政務次長阮清華、經濟部政務次長陳正祺、經濟部常務次長卓士昭、王美花、外交部政務次長董國猷、外交部常務次長林永樂、史亞平、科技部政務次長蔡明祺、國際貿易局長黃志鵬、民用航空局長張國政、國家發展委員會主任委員龔明鑫、國家科學委員會主任委員李羅權、中華民國對外貿易發展協會董事長許志仁、阿里山森林鐵路管理處長林治平、國立成功大學校長蘇慧貞。
斯洛伐克：前總理拉蒂秋娃、國會副議長尤玲諾娃、勞倫契克、國會外交委員會主席謝北、國會經濟委員會主席胡達茨基、姬修娃、國會教育科技青年暨體育委員會主席得文斯基、國會監管國安單位活動特殊委員會主席斐茨寇、最高法院法官暨法官協會主席麥赫洛克（Juraj Majchrák）、經濟部政務次長葛力克（Karol Galek）、史維茲（Peter Svec）、外交部經濟合作總司長Ingrid Brockova、Dusan Matulay、季絲（Lucia Kišš）、財政部關政司長Marian Kačmar、投資暨貿易發展局長庫魯茲（Roman Kuruc）、哈賈許（Peter Hajaš）、民用航空局長科伐斯尼查（Branislav Kvasnica）、商工總會長米霍克﹙Peter Mihók﹚、科學院長薩奧蓋爾卡、布拉提斯拉瓦州長德若巴。
2022年6月9日，斯洛伐克國會議員訪問團拜訪中華民國立法院，其中兩名議員在議場參觀時，模仿起立法委員攻防打架姿勢，引發失態質疑。

### 代表機構
2003年8月1日，中華民國於布拉提斯拉瓦設立具大使館功能的駐斯洛伐克臺北代表處。
2003年9月1日，斯洛伐克則於台北設立類似功能的斯洛伐克經濟文化辦事處，並授權核發簽證。11月6日，正式運作。

#### 事件
2003年7月25日，斯洛伐克《SME日報》報導，中華人民共和國駐斯洛伐克大使館強烈要求該國遵守「一個中國」政策，台斯雙方機構之代表性僅止於對方首府，不能及於整個境內，且台灣旗幟、徽章不得懸掛於該國首都。

## 經濟

### 貿易
經濟部國際貿易署於首都布拉迪斯拉发設立駐斯洛伐克代表處經濟組。
| 年分 | 貿易總額    | 貿易總額 | 貿易總額 | 出口至斯洛伐克 | 出口至斯洛伐克 | 出口至斯洛伐克 | 自斯洛伐克進口 | 自斯洛伐克進口 | 自斯洛伐克進口 | 順逆差  |
| 年分 | 金額        | 年增減   | 排名     | 金額           | 年增減         | 排名           | 金額           | 年增減         | 排名           | 順逆差  |
| ---- | ----------- | -------- | -------- | -------------- | -------------- | -------------- | -------------- | -------------- | -------------- | ------- |
| 2017 | 345,053,876 | ▼18.4%   | 61       | 283,596,038    | ▼21.7%         | 48             | 61,457,838     | ▲0.8%          | 75             | 順差▼   |
| 2018 | 416,414,053 | ▲20.7%   | 57       | 236,785,904    | ▼16.5%         | 54             | 179,628,149    | ▲192.3%        | 56             | 順差▼   |
| 2019 | 355,620,600 | ▼14.6%   | 60       | 197,308,674    | ▼16.7%         | 52             | 158,311,926    | ▼11.9%         | 53             | 順差▼   |
| 2020 | 299,867,306 | ▼15.7%   | 61       | 102,169,166    | ▼48.2%         | 63             | 197,698,140    | ▲24.9%         | 56             | 逆差 -- |
| 2021 | 350,790,740 | ▲17.0%   | 63       | 129,859,137    | ▲27.1%         | 65             | 220,931,603    | ▲11.8%         | 57             | 逆差▼   |
| 2022 | 471,305,266 | ▲34.4%   | 62       | 164,794,822    | ▲26.9%         | 61             | 306,510,444    | ▲38.7%         | 54             | 逆差▲   |
| 2023 | 469,534,751 | ▼0.4%    | 53       | 154,590,666    | ▼6.2%          | 62             | 314,944,085    | ▲2.8%          | 51             | 逆差▲   |
| 2024 | 443,436,330 | ▼5.6%    | 55       | 115,251,868    | ▼25.4%         | 63             | 328,184,462    | ▲4.2%          | 52             | 逆差▲   |

2023年的兩國貿易項目如下：
出口至斯洛伐克的前10大項目為：平面顯示模組；鋼鐵製螺釘、螺栓、螺帽、螺旋鈎、車用螺釘、鉚釘、橫梢、開口梢、墊圈與類似製品；液晶裝置、激光、其他光學用具與儀器；特定用途所屬器具之零件；集成电路；合成橡胶之板、片、條與從油類獲得之硫化油膏；電話機（包括智能手机），以及其他傳輸或接收聲音、圖像之有線或无线网络通訊器具；特定用途機器之零件與附件；車輛之零件與附件；其他鋼鐵製品等。
自斯洛伐克進口的前10大項目為：小客車與其他主要設計供載客之機動車輛；車輛之零件與附件；具有特殊功能之機器與機械用具；口腔或牙科衛生用品；半導體裝置、光敏半導體裝置、發光二極體、已裝妥之压电晶体；空氣泵或真空泵、空氣或其他氣體压缩机與风扇；新橡膠氣胎；計量或檢查用儀器與器具、定型投影機；自行車或機動車輛用之電氣照明或信號設備、擋風板刮刷器、去霜或去霧器；滾珠或滾子軸承等。

### 投資
根據斯洛伐克外交暨歐洲事務部統計，截至2023年，臺商總投資金額約4.5億至5億欧元。在該國投資或設有營運據點的上市櫃臺商計有4家，另有中小型臺商投資自行車零件銷售、食品進口、珍珠奶茶等行業。主要臺商有：
鴻海科技集團：主要項目為液晶電視、電視機上盒，投資金額5,978萬歐元。2022年新增投資477.9萬歐元，製造車燈用模組。僱用員工約2,050人。
台達電子：資金來源為泰国分公司的泰達電（Delta Electronics (Thailand)），主要項目包括通訊、資訊、電子、工業自動化、醫療設備使用的電源系統、太阳能电池、風力渦輪機的變流器、大型显示器（或稱LED牆，可供醫療用途或監控室使用），投資金額5,350萬歐元，僱用員工約1,100名。2022年於利普托夫堡新增投資1,500萬歐元，製造通訊電源櫃，僱用員工約1,700人。受全球電動車需求增加，2023年亦生產充电桩與電動車发动机。
貿聯集團：主要項目為高端連接器、線束、電纜線供應商。2021年收購位於斯洛伐克的德國電纜與電纜系統商LEONI，2022年擴建PVC擠壓工廠，以擴大PVC電纜產品，並成為貿聯在歐洲的電纜生產中心之一。在斯洛伐克的投資金額4,111萬歐元，僱用員工約200人。
友達光電：主要提供筆記型電腦、平板電腦、显示器等維修服務，投資金額100萬歐元，僱用員工約100人。
根據斯洛伐克投資暨貿易發展局（Slovak Investment and Trade Development Agency）2022年統計，上述4家公司中，鴻海、貿聯、台達分別是該國2021年電子業營業額第2、第10、第16大公司。2022年則排名第2、第22、第19。
根據中華民國經濟部投資審議司統計，截至2023年，斯洛伐克對臺灣總投資金額約51.3萬美元，計有19件。主要投資項目包括電子零組件制造业、批發零售服務業；專業、科學與技術服務業等。

### 組織
截至2023年，已成立斯洛伐克—臺灣商會、斯洛伐克臺灣同鄉聯誼會，中國輸出入銀行的捷克布拉格辦事處亦兼轄斯洛伐克。

### 會展
1998年，舉辦第1屆「臺斯民間經濟合作會議」，在2010年中斷前已舉辦第11屆。
2013年9月，中華民國經濟部常務次長卓士昭訪問斯洛伐克，與該國經濟部政務次長帕福里斯舉行首次對話會議，就貿易、投資及旅遊等領域合作交換意見。
2013年10月，斯洛伐克總統蓋斯巴洛維奇於該國電子電機展（ELO SYS）為「臺灣館」剪綵。
2019年4月，舉辦第5屆「臺斯外交部諮商會議（總司長級）」。
2021年12月，於臺北舉辦第1屆「台斯跨部會經濟合作諮商會議」，斯洛伐克經濟部政務次長葛力克（Karol Galek）並率團搭乘專機抵臺訪問，是自2003年兩國互設代表機構以來，首度有重要官員訪臺。此後輪流在布拉迪斯拉发與臺北舉辦，至2023年已舉辦第3屆。

## 交流

### 台灣斯洛伐克交流協會
台灣斯洛伐克交流協會是由東吳大學中東歐研究中心與斯洛伐克經濟文化辦事處共同倡議及推動的民間社會團體，目的是為了透過民間力量促使台灣與斯洛伐克雙邊關係更緊密結合。該會於2020年11月16日正式成立，有多方的駐台機構代表出席成立大會，外交部政務次長曾厚仁、歐洲司副司長陳詠韶等都有出席，斯洛伐克經濟文化辦事處代表博塔文（Martin Podstavek）希望借此交流協會推動雙邊互動。目前，其主要集中在經貿、學術交流方面。並舉行了圖書展、語言文化課程等。
部份大陸媒體認為，有關交流協會是某些政客為了利益為了挑戰一個中國原則的其中一環。

### 學術
中華民國教育部自1991年7月設立「獨立國家國協及東歐地區國家來華留學獎學金」，其中包括斯洛伐克。2004年起，改為教育部的「華語文獎學金」，以及外交部的「台灣獎學金」，提供斯洛伐克學生申請赴台研習中文或攻讀碩博士。外交部另提供「臺灣獎助金」給予斯洛伐克學者赴台從事研究。
財團法人國際合作發展基金會（國合會）等機構提供名額，給斯洛伐克派員赴臺參加國際技術合作訓練。

### 援助
2020年4月14日，對於2019冠状病毒病疫情在全球擴散，中華民國外交部宣布第2波國際援助行動，其中捐贈130萬片口罩給斯洛伐克在內的8個欧洲联盟成员国。21日，由駐斯洛伐克台北代表處代表轉交，該國外交部國家物資儲備管理局官員與國會友台小組主席表示感謝。
2021年7月15日，歐盟宣布將透過「歐洲民事保護機制」（European Civil Protection Mechanism）來向全世界捐出300萬劑疫苗，其中斯洛伐克宣布將捐贈1萬劑疫苗給台灣，以回報台灣中央和地方政府合計捐贈70萬個口罩協助其防疫。為繼立陶宛在6月22日宣布捐贈2萬劑AZ疫苗之後，第二個宣布贈台疫苗的歐盟成員國。9月24日，斯洛伐克進一步宣布捐給台灣的疫苗數量將從原本的1萬劑提高到16萬劑AZ疫苗，並已安排在25日啟運送往台灣，同時還附有由斯洛伐克的Fibrochem公司所贈送的手術防護衣。

## 協定
| 日期           | 簽署 | 備註                                                      |
| -------------- | --- | --------------------------------------------------------- |
| 1991年5月26日  | 《台北國家科學委員會與布拉格國家科學院間科學合作協定》 | [ 註 3 ]                                                  |
| 1996年3月1日   | 《中華民國行政院國家科學委員會與斯洛伐克科學院科學合作協定》 | [ 註 4 ]                                                  |
| 1998年4月28日  | 《中華民國關稅總局暨斯洛伐克共和國關稅總局關務合作備忘錄》 |                                                           |
| 2007年7月23日  | 《台斯航空運輸服務協定》 |                                                           |
| 2009年1月23日  | 《台灣交通部民用航空局與斯洛伐克交通部民用航空局間航空運輸服務協定第一號修訂》 |                                                           |
| 2010年9月2日   | 《中國輸出入銀行與裕信銀行轉融資合作協議》 | [ 註 5 ]                                                  |
| 2011年8月10日  | 《台斯避免所得稅雙重課稅協定》 |                                                           |
| 2011年12月29日 | 《中華民國標準檢驗局與斯洛伐克共和國標準、度量衡暨測試局合作瞭解備忘錄》 |                                                           |
| 2012年2月13日  | 《臺斯電子化政府合作協定》 | [ 註 6 ]                                                  |
| 2012年3月1日   | 《臺斯免試換發駕照協議》 |                                                           |
| 2012年9月20日  | 《台斯可移轉技術合作備忘錄》 |                                                           |
| 2014年4月10日  | 《駐斯洛伐克臺北代表處與斯洛伐克經濟文化辦事處度假打工瞭解備忘錄》 |                                                           |
| 2015年4月1日   | 《臺斯科學及技術協定》 |                                                           |
| 2016年12月     | 《國立虎尾科技大學與布拉提斯拉瓦經濟大學合作備忘錄》 《中國文化大學與布拉提斯拉瓦經濟大學合作備忘錄》 《中原大學與布拉提斯拉瓦經濟大學合作備忘錄》 | [ 25 ]                                                    |
| 2019年4月1日   | 《臺斯經濟發展瞭解備忘錄》 |                                                           |
| 2021年8月3日   | 《臺斯刑事司法合作協議》 | [ 註 7 ]                                                  |
| 2021年10月22日 | 《臺斯太空發展合作備忘錄》 《臺斯科學園區合作備忘錄》 《臺斯電動車合作備忘錄》 《臺斯觀光合作備忘錄》 《臺斯中小企業数字化合作備忘錄》 《臺斯智慧城市合作備忘錄》 | [ 註 8 ] [ 註 9 ] [ 註 10 ] [ 註 11 ] [ 註 12 ] [ 註 13 ] |
| 2021年12月6日  | 《臺斯研發創新合作備忘錄》 《臺斯貿易合作備忘錄》 《國立臺北科技大學與科希策科技大學合作備忘錄》 | [ 註 14 ] [ 註 15 ]                                       |
| 2021年12月8日  | 《新竹科學園區與科希策科技大學合作備忘錄》 《國家太空中心與斯洛伐克太空辦公室合作備忘錄》 |                                                           |
| 2021年12月9日  | 《臺斯觀光合作備忘錄》 《中央研究院與斯洛伐克科學院合作備忘錄》 《國立成功大學與斯洛伐克科技大學半导体學院合作備忘錄》 |                                                           |
| 2022年6月8日   | 《台斯民事暨商事司法合作協議》 | [ 65 ]                                                    |
| 2022年12月4日  | 《台北市進出口商業同業公會與斯洛伐克進出口商協會進出口貿易合作備忘錄》 《林口新創園與斯洛伐克商務局新創合作備忘錄》 |                                                           |
| 2023年6月6日   | 《臺斯技術服務暨授權協定》 《臺斯醫衛合作瞭解備忘錄》 《臺斯文化合作瞭解備忘錄》 《臺斯功率共同研究瞭解備忘錄》 《臺斯電動車混合式逆變器開發合作瞭解備忘錄》 《國立中山大學管理學院與布拉提斯拉瓦考麥斯基大學管理學院合作瞭解備忘錄》 《國立中央大學管理學院與布拉提斯拉瓦考麥斯基大學管理學院合作瞭解備忘錄》 《元智大學管理學院與布拉提斯拉瓦考麥斯基大學管理學院合作瞭解備忘錄》 | [ 註 16 ]                                                 |
| 2023年7月      | 《臺斯氫能與燃料电池合作備忘錄》 | [ 註 17 ]                                                 |

## 簽證

持中華民國護照的中華民國國民簽證要求分布圖：入境斯洛伐克可以「申根區免簽證」。

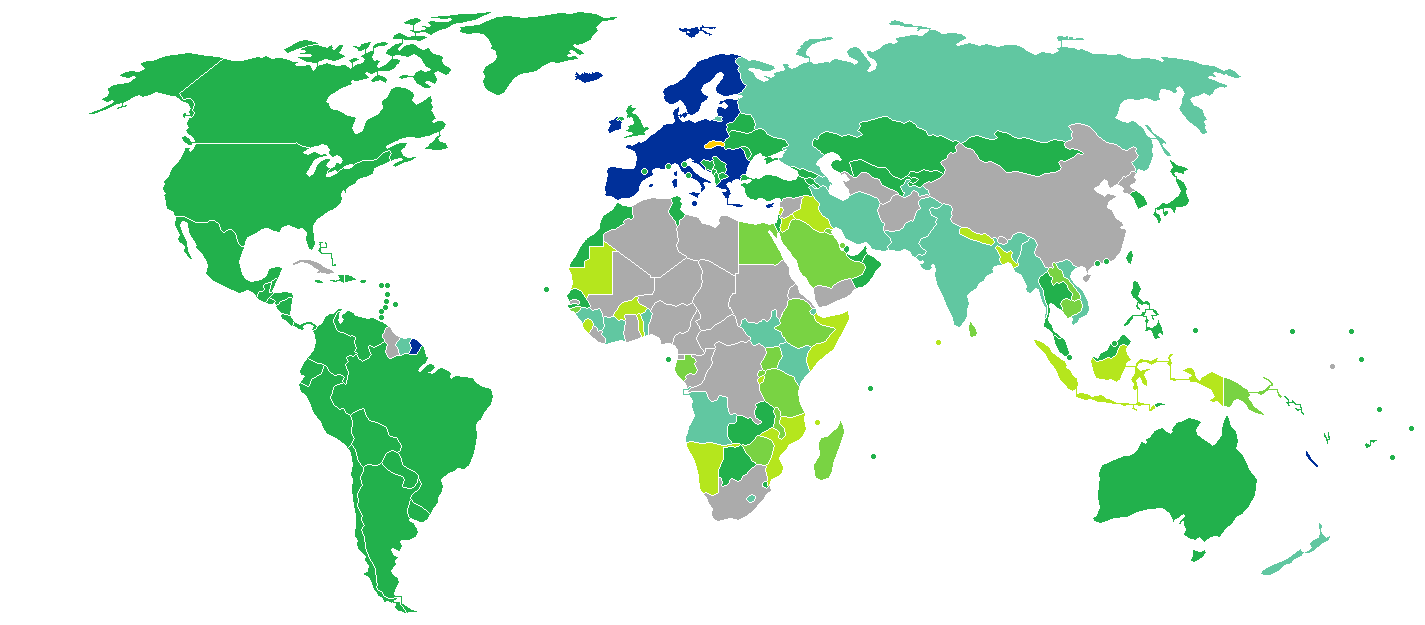
持歐盟的斯洛伐克护照之斯洛伐克國民簽證要求分布圖：入境中華民國可以免簽證。

歐洲申根區給予持有載明身分證字號的中華民國護照之中華民國國民可以申根區免簽證入境，停留日數與申根區合併計算，每6個月期間內總計可停留90天。經斯洛伐克轉機至申根區亦可免簽證。
斯洛伐克國民持有歐盟護照者也可以免簽證的方式入境中華民國，停留最多90天。
此外，兩國每年皆提供特定名額的18－35歲青年為期1年的度假打工簽證（皆必須未曾取得此種簽證）。

## 交通

### 航空

#### 客運
兩國無直航班機，可經由（不計航點遠近，截至2023年7月17日）：
- 臺北→杜拜（季節性飛斯洛伐克）、維也納、布拉格，再轉機前往斯洛伐克的國際機場（英语：List of airports in Slovakia）。[73]

## 外部連結
| - 中華民國外交部－斯洛伐克共和國簡介 （页面存档备份，存于） - 駐斯洛伐克台北代表處（Facebook、Twitter） - 外交部領事事務局－國外旅遊警示分級表 - 中華民國衛生福利部－國際旅遊疫情建議等級 - 中華民國國際經濟合作協會 （页面存档备份，存于） - 斯洛伐克-臺灣商會 - 臺灣斯洛伐克交流協會的Facebook專頁 | - 斯洛伐克經濟文化辦事處（Facebook、Twitter、Instagram） |